# Молодіжна збірна Малайзії з хокею із шайбою
Молодіжна збірна Малайзії з хокею із шайбою — національна молодіжна чоловіча збірна команда Малайзії, складена з гравців віком не більше 20 років, яка представляє країну на міжнародних змаганнях з хокею. Функціонування команди забезпечується Федерацією хокею Малайзії, яка є членом ІІХФ.

## Історія
Молодіжна збірна Малайзії дебютувала на турнірі Кубка виклику Азії в 2018 році, що відбувався в столиці Малайзії Куала-Лумпур. У першій грі переграли збірну Філіппін 11–0, що наразі є найбільшою перемогою команди в історії. Наступні три гри також виграли господарі у збірних Індії, Киргизстану та Об'єднаних Арабських Еміратів, посівши перше місце в турнірній таблиці та вигравши турнір.
Наступного року Малайзія знову приймала молодіжний Кубок Азії з хокею у Куала-Лумпур. У першій грі переграли однолітків з ОАЕ 14–3. Малайзійці вдруге виграли турнір перегравши Киргизстан та Філіппіни.
На турнір у 2022 році, до змагань повернулись фаворити Таїланд, Гонконг та Сінгапур, тож збірна Малайзії фінішувала лише п'ятою.

## Результати на Азійському Кубку Виклику
- 2018 – 1-е місце
- 2019 – 1-е місце
- 2022 – 5-е місце